# Ludmilla Arzhannikova
Ludmilla Leonidovna Arzhannikova (Oekraïens: Людмила Леонідівна Аржанникова; Russisch: Людмила Леонидовна Аржанникова) (Dniprodzerzjynsk, 15 maart 1958) is een Nederlands boogschutter.
Arzhannikova werd geboren in Oekraïne, wat toen nog een deel van de Sovjet-Unie was. Ze deed drie keer mee aan de Olympische Spelen. In 1988 debuteerde ze in Seoel voor de Sovjet-Unie. Zowel in de individuele ronde, als met het team, bereikte ze de vierde plaats. Ze deed met het gezamenlijk team van voormalige Sovjet-republieken mee aan de Spelen in Barcelona (1992). Individueel kwam ze niet verder dan de 27e plaats, met het team (met Natalia Valeeva en Chatoena Kvoerivisjvili (Khatuna Lorig) won ze een bronzen medaille.
Na de Spelen kwamen de drie teamleden elk in een ander land terecht. Valeeva werd genaturaliseerd tot Italiaanse en Lorig tot Amerikaanse. Arzhannikova trok naar Nederland. Ze schoot opnieuw op de Spelen van 1996 in Atlanta, waar ze met Christel Verstegen voor Nederland uitkwam. Ze werd in de achtste finale uitgeschakeld door de Turkse Elif Altınkaynak.